# Велике Село (Невельський район)
Велике Село (рос. Великое Село) — присілок в Невельському районі Псковської області Російської Федерації.
Населення становить 19 осіб. Входить до складу муніципального утворення Плиська волость.

## Історія
Від 2015 року входить до складу муніципального утворення Плиська волость.

## Населення
| 2001 | 2002 | 2010 |
| ---- | ---- | ---- |
| 28   | ↗39  | ↘19  |